# Вирусен артерит по конете
Вирусен артерит по конете (ВАК) (на английски: Equine viral arteritis, (EVA)) е контагиозно вирусно заболяване при домашните и дивите еднокопитни животни.
Характеризира се с повишаване на телесната температура, левкопения, конюнктивит, отоци по главата, корема и краката, хиперемия на лигавиците, некротични поражения на малките кръвоносни съдове. Съпроводени са с аборти при бременни кобили до 4-тия месец. Смъртността достига до 80%.

## Исторически сведения
През 90-те години на XX век заболяването е открито в много европейски страни сред спортни коне. Доказано е носителство в рамките на 20 – 30% от спортните коне.

## Етиология
Причинител на ВАК е вирус от семейство Arteriviridae, род Arterivirus. Геномът му се състои от несегментирана едноверижна РНК с позитивен поларитет. Вирионите имат сферична форма с диаметър около 60 nm. Под липидната обвивка е разположен икозоедрален нуклеокапсид с големина 35 nm.

## Епизоотология
Заразяването на конете става по четири основни начина:
- По генитален път – кобилите се заразяват от жребците по време на половия акт.
- По генитален път при изкуствено осеменяване – кобилите се заразяват при изкуствено осеменяване при използване на семенна течност от болни жребци.
- При контакт – заразяването се осъществява при контакт на коне с абортиран фетус и околоплодни течности.
- Въздушно-капков път – осъществява се при кашляне и отделяне на заразени секрети и попаднали в респираторния тракт на здраво животно.

## Патогенеза
Вирусът се реплицира предимно в макрофагите и в ендотела на кръвоносните съдове и се развива панваскуларит. Това предизвиква многобройни кръвоизливи. Попаднал в организма се локализира в далака, бъбреците, черния дроб, мезентериалните лимфни възли и белия дроб.

## Клинични признаци
Инкубационният период е в рамките на 1 до 15 дена. Наблюдава се повишаване на телесната температура (до 42 °C), хеперемия на лигавицата на носа и конюнктивата, сълзотечение и конюнктивит (розово око). Развива се ринит, отоци по устните, краката, корема, скротума, вимето. Съпровожда се с мускулна слабост и аборти. Наблюдава се висока смъртност, която се дължи най-вече на прогресивна интерстициална пневмония.
По-рядко може да се наблюдават светлобоязън, кашлица, помътняване на роговицата, затруднено дишане и походка.

## Лечение
Не е ефективно. Прилага се симптоматично лечение с цел предотвраяване развитието на вторични инфекции.

## Диагноза

### Лабораторна диагноза
За диагностика на заболяването се използват следните методи:
- ELISA
- PCR
- Вирус изолация в клетъчна култура.

### Диференциална диагноза
В диференциалнодиагностично отношение трябва да се имат предвид следните заболявания:
- Африканска чума по конете
- Хендра
- Херпесвирусни инфекции
- Дурин
- Грип по конете
- Салмонелозен аборт

## Профилактика и контрол
Прилага се инактивирана ваксина. За предотвратяване на възникването и разпространението на болестта ежегодно се извършва серологично изследване на всички разплодни кобили и жребци в крупните конеферми и жребцови депа.